# William Leete
William Leete (* 1612 oder 1613 in Dodington, Huntingdonshire, England; † 16. April 1683 in Hartford, Colony of Connecticut) war ein englischer Siedler in Amerika und dritter Gouverneur der New Haven Colony von 1661 bis 1665 sowie der Colony of Connecticut von 1676 bis 1683.

## Leben
William Leete, Sohn von John Leete und Anna Shute, Tochter von John Shute, einem Richter am King's Court, wurde um 1612 oder 1613 in Dodington geboren. Er machte eine Ausbildung zum Rechtsanwalt und war ein Beamter am Bishop's Court in Cambridge. Seine Abneigung bezüglich der Unterdrückung der Puritaner durch den Hof war ein Schlüsselfaktor für seine Auswanderung nach Connecticut. Dort war er zwischen 1639 und 1662 Stadtschreiber (town clerk) von Guilford, Connecticut. Er hatte dort auch 1642 das Amt des Friedensrichters inne. Ferner war er zwischen 1651 und 1658 Magistrat von Guilford sowie zwischen 1643 und 1649 Deputierter von Guilford im New Haven Colony Court. Leete war von 1655 bis 1658 Kommissar der New Haven Colony. Anschließend war er von 1658 bis 1661 Vizegouverneur und von 1661 bis 1664 Gouverneur der New Haven Colony. Nach der Zusammenlegung der New Haven Colony mit der Colony of Connecticut wurde er später Gouverneur der Colony of Connecticut, wobei er das Amt zwischen 1676 und 1683 innehatte. Er war der einzige Mann, der das Amt des Gouverneurs in beiden Kolonien, New Haven und Connecticut, innehatte.
William Leete starb am 16. April 1683 in Hartford und wurde auf dem Ancient Burying Ground beigesetzt.

## Familie
Leete war drei Mal verheiratet. Seine erste Ehefrau und die Mutter wohl aller seiner zehn bekannten Kinder war Anna Payne, Tochter von Reverend John Payne aus Sothoe. Sie heirateten am 1. August 1636. Anna starb am 1. September 1668. Seine zweite Ehefrau, die er am 7. April 1670 ehelichte, war Sarah, Witwe von Henry Rutherford. Sie starb am 10. Februar 1673 bzw. 1674. Seine dritte Ehefrau war Mary, Witwe von Francis Newman und Reverend Nicholas Street. Sie überlebte ihn nur kurz. Sie starb am 13. Dezember 1683.

## Verdacht
Es wird vermutet, dass er derjenige war, der den Königsmördern (engl. Regicides) von Charles I. von England, William Goffe und Edward Whalley, in Guilford Unterschlupf gewährte.